# الکس و لیست
الکس و لیست (انگلیسی: Alex & the List) یک فیلم آمریکایی در ژانر کمدی رمانتیک به کارگردانی هریس گلدبرگ است که در سال ۲۰۱۸ منتشر شد.

## بازیگران
- آرون استیتن
- باب گانتون
- ادی کی توماس
- گیلز مارینی
- جنیفر موریسون
- جوبت ویلیامز
- جولی گونزالو
- کارن گیلان
- لسلی-آن داون
- مایکل نوری
- پاتریک فوگیت
- ویکتوریا تنانت